# 江家次第
江家次第（ごうけしだい）は、平安時代後期の有職故実書。著者は大江匡房。全21巻（現存は19巻）。大嘗会や四方拝に関する記述を含め、この時代の朝儀の集大成として評価が高い。「江次第（ごうしだい）」が当初の書名と考えられ、諸書に「江帥次第」、「江中納言次第」、「匡房卿次第」、「江抄」として引用される。

## 概要
正確な編纂の開始時期は不明。『中外抄』などの記述によると、匡房が藤原師通の命令を受けて編纂がはじめられたという。そして、大江匡房の没した天永2年（1111年）まで書き続けられたと思われる。のちに加筆・増補が行われた。全21巻の編目は以下の通りである。
- 第1巻〜第11巻 - 年中慣例の朝儀
- 第12巻 - 臨時神事
- 第13巻 - 臨時仏事
- 第14巻〜第17巻 - 臨時の朝儀（欠巻の第16巻は行幸）
- 第18巻 - 政務
- 第19巻 - 弓射・競馬および院中雑務
- 第20巻 - 臣下の儀礼
- 第21巻 - 崩御以下の凶事（欠巻）

全21巻であるが、目録に見える第16巻・第21巻は散逸したとも、初めより編まれなかったとも言われる。有職故実書として高い評価を得ており、これに対する注釈書として、一条兼良の『江次第抄』、尾崎積興の『江家次第秘抄』がある。現在伝わる本文は、『江次第抄』の一部が竄入したものもある。

## 四方拝 呪文
「江家次第」が記録する、天皇が正月元旦早朝の四方拝の際に唱えるとされる呪文である。いずれも「危険や害毒からわが身を守らしめよ」という意味で、天皇の玉体安穏・宝祚延長を祈るものである。「危険や害毒がわが身に取りこまれるように」という現代の解釈は、呪文の漢語の誤読に基づく俗説で正しくない。

| 賊寇之中過度我身 毒魔之中過度我身 毒氣之中過度我身 危厄之中過度我身 五急六害之中過度我身 五兵六舌之中過度我身 厭魅之中過度我身 萬病除癒 所欲随心 急急如律令 |